# Herrarnas lagtävling i florett vid olympiska sommarspelen 1996
Herrarnas lagtävling i florett i de olympiska fäktningstävlingarna 1996 i Atlanta avgjordes den 25 juli.

## Medaljörer
| Event        | Guld                                                          | Silver                                                                      | Brons                                              |
| Florett, lag | Ryssland Dmitrij Sjevtjenko Ilgar Mamedov Vladislav Pavlovitj | Polen Piotr Kielpikowski Adam Krzesinski Ryszard Sobczak Jarosław Rodzewicz | Kuba Elvis Gregory Rolando Leon Oscar García Perez |

## Laguppställningar
| Österrike - Benny Wendt - Marco Falchetto - Michael Ludwig Kina - Ye Chong - Dong Zhaozhi - Wang Haibin Kuba - Elvis Gregory - Oscar García - Rolando Tucker Tyskland - Alexander Koch - Uwe Römer - Wolfgang Wienand | Ungern - Márk Marsi - Róbert Kiss - Zsolt Érsek Italien - Alessandro Puccini - Marco Arpino - Stefano Cerioni Polen - Adam Krzesiński - Piotr Kiełpikowski - Ryszard Sobczak - Jarosław Rodzewicz | Ryssland - Dmitrij Sjevtjenko - Ilgar Mamedov - Vladislav Pavlovitj Sydkorea - Jeong Su-Gi - Kim Yong-Guk - Kim Yeong-Ho USA - Cliff Bayer - Nick Bravin - Peter Devine Venezuela - Alfredo Pérez - Carlos Rodríguez - Rafael Suárez |